# Liste der Kulturgüter in Herrliberg
Die Liste der Kulturgüter in Herrliberg enthält alle Objekte in der Gemeinde Herrliberg im Kanton Zürich, die gemäss der Haager Konvention zum Schutz von Kulturgut bei bewaffneten Konflikten, dem Bundesgesetz vom 20. Juni 2014 über den Schutz der Kulturgüter bei bewaffneten Konflikten sowie der Verordnung vom 29. Oktober 2014 über den Schutz der Kulturgüter bei bewaffneten Konflikten unter Schutz stehen.
Objekte der Kategorien A und B sind vollständig in der Liste enthalten, Objekte der Kategorie C fehlen zurzeit (Stand: 1. Januar 2023). Unter übrige Baudenkmäler sind weitere geschützte Objekte zu finden, die im Verzeichnis der Objekte von überkommunaler Bedeutung der kantonalen Denkmalpflege zu finden und nicht bereits in der Liste der Kulturgüter enthalten sind.

## Kulturgüter
| Foto |                                                                      | Objekt | Kat. | Typ | Standort                                   | Beschreibung |
| ---- | -------------------------------------------------------------------- | --- | ---- | --- | ------------------------------------------ | ------------ |
| ja   | Datei hochladen · Wikidata zu Landhaus Schipf (Q29574071)            | Landhaus Schipf mit Nebenbauten (Lehenhaus mit Festsaalanbau, Ökonomiegebäude, Brunnen und Gartenpavillons) KGS-Nr.: 07486 | A    | G   | Seestrasse 1 687747 / 238749               |              |
| ja   | Datei hochladen · Wikidata zu Reformierte Kirche Wetzwil (Q29932746) | Reformierte Kirche Wetzwil KGS-Nr.: 12736                                                                                  | B    | G   | Wetzwil, Lindenstrasse 104 689770 / 239114 |              |

## Übrige Baudenkmäler
| ID              | Foto |                 | Objekt                                              | Kat.    | Typ | Standort                                     | Beschreibung |
| --------------- | ---- | --------------- | --------------------------------------------------- | ------- | --- | -------------------------------------------- | ------------ |
| 15200002        |      | Datei hochladen | Landgut Schipf, Gartenpavillon 1                    | B kant. | G   | bei Seestrasse 1 687724 / 238746             |              |
| 15200003        |      | Datei hochladen | Landgut Schipf, Lehenhaus mit Festsaalanbau         | B kant. | G   | Seestrasse 3 687765 / 238761                 |              |
| 15200004        |      | Datei hochladen | Landgut Schipf, Gartenpavillon 2                    | B kant. | G   | bei Seestrasse 1 687736 / 238728             |              |
| 15200009        | ja   | Datei hochladen | Landgut Schipf, Ökonomiegebäude                     | B kant. | G   | Seestrasse 1.2 687780 / 238711               |              |
| 15200015        |      | Datei hochladen | Landgut Schipf, Gartenhaus                          | B kant. | G   | bei Seestrasse 1 687865 / 238612             |              |
| 15200081        |      | Datei hochladen | Weinbauernhaus Zur Lilie                            | B reg.  | G   | Pfarrgasse 4 688416 / 237979                 |              |
| 15200085        |      | Datei hochladen | Wohnhaus Zur Treu                                   | B reg.  | G   | Seestrasse 173 688415 / 237943               |              |
| 15200095        |      | Datei hochladen | Landhaus Windegg                                    | C       | G   | Seestrasse 195 688479 / 237847               |              |
| 15200102        |      | Datei hochladen | Bauernwohnhaus, Hausteil 1                          | C       | G   | Dorf 13 689038 / 237933                      |              |
| 15200115        |      | Datei hochladen | Hotel Zum Raben                                     | B reg.  | G   | Seestrasse 247 688616 / 237633               |              |
| 15200244        | ja   | Datei hochladen | Reformierte Kirche                                  | B kant. | G   | Forchstrasse 688649 / 237719                 |              |
| 15200284        | ja   | Datei hochladen | Reihenhaus, Hausteil 2                              | C       | G   | Dorf 2–4 688982 / 237948                     |              |
| 15200287        |      | Datei hochladen | Bauernwohnhaus, Hausteil 2                          | C       | G   | Dorf 11 689030 / 237934                      |              |
| 15200319        |      | Datei hochladen | Reihenhaus, Hausteil 2                              | C       | G   | Forchstrasse 115 689216 / 237999             |              |
| 15200322        |      | Datei hochladen | Wohnhaus, Hausteil 1                                | C       | G   | Forchstrasse 110 689232 / 237978             |              |
| 15200413        |      | Datei hochladen | Wohnhaus Sand                                       | B reg.  | G   | Untergrüt 16 688247 / 238269                 |              |
| 15200427        |      | Datei hochladen | Wohnhaus K.                                         | B reg.  | G   | Untergrüt 2 688195 / 238341                  |              |
| 15200515        |      | Datei hochladen | Waschhaus des reformierten Pfarrhauses              | B reg.  | G   | bei Grütstrasse 33 688503 / 238003           |              |
| 15200517        | ja   | Datei hochladen | Reformiertes Pfarrhaus                              | B reg.  | G   | Grütstrasse 33 688514 / 238018               |              |
| 15200713        | ja   | Datei hochladen | Schulhaus Breiti-Rebacker mit Turnhalle/Abwartshaus | B reg.  | G   | Schulhausstrasse 21/23 688955 / 238064       |              |
| 15200739        | ja   | Datei hochladen | Alte Vogtei                                         | B reg.  | G   | Pfarrgasse 41 688714 / 238200                |              |
| 15200809        | ja   | Datei hochladen | Wohnhaus Grüt                                       | B reg.  | G   | Geissbüelstrasse 1 688295 / 238421           |              |
| 15200974        |      | Datei hochladen | Wohnkomplex                                         | C       | G   | Harzerstrasse 4–8 689237 / 238042            |              |
| 15200988        |      | Datei hochladen | Kinderheim Sonnenschein                             | C       | G   | Harzerstrasse 14 689253 / 238079             |              |
| 15200993        | ja   | Datei hochladen | Transformatorenturm, zu Wohnzwecken umgebaut        | B reg.  | G   | Harzerstrasse 21 689196 / 238161             |              |
| 15201054        | ja   | Datei hochladen | Wohnhaus                                            | C       | G   | Aryanastrasse 18 689174 / 238252             |              |
| 15201233        |      | Datei hochladen | Villa Guggenbühl                                    | B reg.  | G   | Langackerstrasse 177 688806 / 238486         |              |
| 15201353        |      | Datei hochladen | Mühle / Gasthaus Zur Kittenmühle                    | C       | G   | Kappelistrasse / Kittenmühle 688671 / 239661 |              |
| 15201405        |      | Datei hochladen | Ehemaliger Speicher                                 | C       | G   | Wetzwil 690145 / 238819                      |              |
| 15201407        |      | Datei hochladen | Bauernwohnhaus                                      | C       | G   | Lindenstrasse 1 690184 / 238842              |              |
| 15201456        | ja   | Datei hochladen | Waisenheim Bentzelheim                              | C       | G   | Lindenstrasse 689736 / 239129                |              |
| 15202195        | ja   | Datei hochladen | Katholische Kirche                                  | B reg.  | G   | Rennweg 33 689144 / 237818                   |              |
| 152BRUNNEN00001 |      | Datei hochladen | Landgut Schipf, Privatbrunnen                       | B kant. | K   | bei Seestrasse 1 687761 / 238764             |              |
| 152BRUNNEN00002 |      | Datei hochladen | Landgut Schipf, Zierbrunnen                         | B kant. | K   | bei Seestrasse 1 687772 / 238735             |              |
| 152BRUNNEN00005 | ja   | Datei hochladen | Brunnen im Hof der alten Vogtei                     | B reg.  | K   | bei Pfarrgasse 41 688712 / 238193            |              |
| 152KELLER00001  |      | Datei hochladen | Landgut Schipf, Weinkeller                          | B kant. | G   | bei Seestrasse 1 687753 / 238752             |              |

Legende: Im Wesentlichen siehe Legende der Liste der Kulturgüter von nationaler und regionaler Bedeutung, mit folgenden Ausnahmen:
- Anstelle der KGS-Nummer wird als Objekt-Identifikator (ID) die Inventarnummer im Verzeichnis der Objekte von überkommunaler Bedeutung des kantonalen Denkmalschutzamtes verwendet.
- Bei den Kategorien wird wie folgt unterschieden: B kant. = Objekt von kantonaler Bedeutung (Kanton Zürich); B reg. = Objekt von regionaler Bedeutung (Kanton Zürich).